# 내가 찍은 그녀는 최고의 슈퍼스타
《내가 찍은 그녀는 최고의 슈퍼스타》(영어: Delirious)는 미국에서 제작된 톰 디칠로 감독의 2006년 코미디 드라마 영화이다. 스티브 부세미 등이 출연하였고, 로버트 설레어노 등이 제작에 참여하였다.

## 출연진
- 스티브 부세미
- 마이클 피트
- 앨리슨 로먼
- 지나 거숀
- 캘리 손
- 케빈 코리건
- 리처드 쇼트
- 엘비스 코스텔로
- 데이비드 웨인
- 피터 애플
- 멀리사 라우시
- 제프 브랜슨
- 에이미 하그리브스
- 크리스티나 클리브
- 톰 올드리지
- 도리스 벨랙
- 린 코언
- 크리스틴 샬
- 미니 드라이버 (크레디트 미기재)

## 기타 제작진
- 공동 제작: 제이미 H. 젤러마이어
- 배역: 베스 볼링, 킴 미샤
- 미술: 테리사 매스트로피에로
- 의상: 빅토리아 패럴